# Nevy-lès-Dole
Nevy-lès-Dole es una localidad y comuna francesa situada en la región de Franco Condado, departamento de Jura, en el distrito de Dole y cantón de Dole-Sud-Ouest.

## Demografía
| 210 | 177 | 170 | 189 | 205 | 217 | 239 |
| Para los censos de 1962 a 1999 la población legal corresponde a la población sin duplicidades (Fuente: INSEE [Consultar]) |     |     |     |     |     |     |